# Schutz des Landschaftsraumes im Gebiet des Landkreises Roth - Südliches Mittelfränkisches Becken westlich der Schwäbischen Rezat und der Rednitz mit Spalter Hügelland, Abenberger Hügelgruppe und Heidenberg (LSG West)
Schutz des Landschaftsraumes im Gebiet des Landkreises Roth - Südliches Mittelfränkisches Becken westlich der Schwäbischen Rezat und der Rednitz mit Spalter Hügelland, Abenberger Hügelgruppe und Heidenberg (LSG West) (ID: LSG-00428.01) ist ein Landschaftsschutzgebiet in Bayern. Es erstreckt sich über eine Fläche von 14.546,56 Hektarn im mittelfränkischen Landkreis Roth.
Das Landschaftsschutzgebiet umfasst Teile des Spalter Hügellands und des Fränkischen Seenlands im Süden des Mittelfränkischen Beckens entlang der Schwäbischen Rezat und der Rednitz. Unweit befindet sich das Landschaftsschutzgebiet Schutz des Landschaftsraumes im Gebiet des Landkreises Roth - Südliches Mittelfränkisches Becken östlich der Schwäbischen Rezat und der Rednitz mit Vorland der Mittleren Frankenalb (LSG Ost).
Das Landschaftsschutzgebiet liegt im Fränkischen Keuper-Lias-Land (11) innerhalb der naturräumlichen Haupteinheit Mittelfränkisches Becken (113).